# Марс (бог)
Марс је био римски бог рата , сличан њему је и Грчки бог Арес. Поред Јупитера Марс је најзначајније италско и римско божанство. Поштован је од давнина у целој Италији, и то под разним именима: Маворс - код Латина, Мамерс - код Оска и Сабињана, Марисл - код Етрураца, Маурте - у Тускулу, Мармар - у песми свештеничког реда арвалска браћа. Марс је такође био пољопривредни чувар, што је комбинација карактеристична за рани Рим. Био је најистакнутији војни бог у религији римске војске. Већина његових фестивала одржана је у марту, месецу названом по њему (латински ), и у октобру, када је почињала сезона војних кампања и завршавала се пољопривредна сезона.
Под утицајем грчке културе, Марс је био поистовећиван са грчким богом Аресом, чији су митови реинтерпретирани у римској литератури и уметности под именом Марс. Међутим, карактер и достојанство Марса фундаментално су се разликовали од начина на који се опходио његов грчки пандан, који се у грчкој књижевности често третира с презиром и одбојношћу. Марс је био део архаичне тријаде заједно са Јупитером и Квирином, при чему Квирин као чувар римског народа, није имао грчког еквивалента. Марсов олтар на Марсовом пољу, подручју Рима који је добио његово име, требало је да буде посвећен Нуми, мирољубивим полу-легендарном другим краљу Рима. Иако је центар богослужења Марса био првобитно лоциран изван свете границе Рима (померијума), Аугуст је учинио овог бога обновљеним фокусом римске религије успостављањем храма Марса Ултора у свом новом форуму.
Док је Арес био посматран првенствено као деструктивна и дестабилизирајућа сила, Марс је представљао војну моћ као начин осигурања мира, и био је отац (патер) римског народа. У митској генеалогији и оснивачким митовима о Риму, Марс је био отац Ромула и Ремуса са Рејом Силвијом. Његова љубавна афера са Венером симболично је помирила две различите традиције оснивања Рима; Венера је била божанска мајка јунака Енеја, прослављеног као тројански избеглица који је „основао” Рим неколико генерација пре него што је Ромул поставио зидине. Важност Марса у успостављању религијског и културног идентитета унутар Римског царства показује велики број натписа који га идентификују са локалним божанством, посебно у западним провинцијама.
Марс може ултиматно да буде одраз прото-индо-европског бога Перквуноса, који је првобитно имао громогласни карактер. Барем етимолошки етрушчански претходници су присутни у виду Мариса, иако то није универзално прихваћено.

## Порекло
Реч Mārs (генитив Mārtis), која се у старолатинској и песничкој употреби појављује и као Māvors (Māvortis), је сродна реч са осачком речи Māmers (Māmertos). Најстарији забележени латински облик, Mamart-,, вероватно је страног порекла. Објашњено је да потиче од Maris, имена етрурског детета-бога, иако та тврдња није универзално прихваћена. Научници имају различите ставове о томе да ли су два бога повезана, и ако јесу, како. Латински придеви од имена Марс су martius и martialis, од којих потичу енглески „martial“ (као у „martial arts“ или „martial law“) и лична имена као што су „Маркус“, „Марк“ и „Мартин“
Марс би на крају могао бити тематски рефлекс протоиндоевропског бога Перквуноса, који је првобитно имао карактер громовника.

## Култ
У званичном култу Марс је првенствено бог рата (M. Gradivus), али га је сеоско становништво сматрало божанством земљорадње и сточарства (M. Pater). стога су сви његови празници у марту и октобру, тј. у месецима који означавају почетак и крај земљорадничких радова, али и време почетка и завршетка ратних похода. Пошто влада бојним пољем и плодним њивама, Марсу се упућују молитве да заштити земљу од непријатеља и свих елементарних непогода. Зато је Марс велики бог општег напретка, и то како плодних њива и стоке тако и напредка римског народа и државе.
Најстарије средиште Марсовог култа у Риму налазило се изван града, на Марсовом пољу. Према предању овде је већ Нума посветио Марсу жртвеник (Ara Martis in campo), где је обављан ритуал посвећивања оружја и велика церемонија очишћења (lustrum). У старом италском култу Марс је повезан са богињом Нерио, која је касније сматрана и његовом супругом. Уз њега је још и богиња рата Белона, која персонификује једну од најзначајнијих Марсових функција. Касније, под грчким утицајем, Марс је у култу и миту повезан са Минервом и Венером.
Марсови симболи су :
- свето копље (hastae Martis)
- свети штитови (ancilia)
- вук (lupus Martius)
- детлић (picus Martius)
- бик (bos arator)

## Празници
Циклус његових празника почиње крајем старе и почетком нове године, и то посвећивањем :
- коња - Еквирије ( Equirria), 27. фебруара и 14. марта
- ратног оружја - Квинкватри (Quinquatrus) 19. марта
- бојних труба - Тубилустриј (Tubilustrium) 23. marta

Са њима су повезана још два мартовска празника светкована 1. и 17. марта (agonium Martiale). У свим овим свечаностима учествовао је свештенички ред салијеваца, чији су чланови у ратничкој одећи изводили игре са оружјем у Марсову част. Циклус празника у октобру почиње на дан ида, жртвовањем коња (Equus October), а завршава се посвећивањем оружја (Armilustrium), такође уз учешће салијеваца.

## Светилишта
До Августовог времена сва Марсова светилишта налазила су се ван града. Испред Капенских врата подигнут је 338/337. г. старе ере храм Марсу, у коме се налазила његова статуа окружена вуковима. На Марсовом пољу, 138. г. старе ере, саграђен му је још један храм. У Марсову част Август је подигао два храма : један мањи, на Капитолу, у знак захвалности Марсу Осветнику (M.Ultor) што је казнио Цезарове убице, и један велики храм, у средишту новосаграђеног Форума, који је по раскоши надмашивао сва остала светилишта у Риму. Овде је Марс поштован заједно са Венером и поистовећен је са грчким богом Арејем.

## Митологија
У пратњи Марса, као застрашујућег бога рата, налазе се Страх (Pavor) и Бледило (Palor) као и персонификације војничких врлина - Част (Honos) и Храброст (Virtus). Марс је у миту Јунонин син кога је она зачела захваљујући цвету који јој је подарила Флора. Повезивање Марса са Аном Переном и Мамуријем свакако произилази из случајне временске подударности Марсових мартовских празника и италских ритуала у вези са новогодишњим обичајима. Улога Марса у "светом пролећу" (ver sacrum) проистиче из староиталског обичаја да једна генерација младих људи у рано пролеће напуштају свој град и полази да тражи срећу на другом месту. Ове колонисте често предводе Марсове свете животиње - вук или детлић. Вероватно је на овом мотиву заснован и мит по коме је Марс отац Ромула и Рема. Марс је поштован у свим римским провинцијама, посебно у Галији и Германији

## Уметност
У римској уметности Марс је најчешће приказиван као и грчки Ареc, махом као наг младић, са шлемом на глави и копљем и мачем у рукама. Једино је Марс Осветник представљен као зрео брадат мушкарац, у легионарској униформи.
|  |  |